# Phân loại thực vật
Phân loại học thực vật hay phân loại thực vật là ngành khoa học tìm kiếm, xác định, miêu tả, xếp loại và đặt tên cho thực vật. Ngành khoa học này là một trong những nhánh chính của phân loại học (khoa học về tìm kiếm, miêu tả, xếp loại, và đặt tên các sinh vật sống).

## Xác định và xếp loại
Hai mục tiêu chính của phân loại thực vật là xác định và xếp loại thực vật. Sự khác biệt giữa hai mục tiêu này là quan trọng và thường bị bỏ qua.
Xác định thực vật là việc xác định danh tính của một thực vật chưa biết bằng cách so sánh với mẫu vật thu thập được trước đó hoặc với sự trợ giúp của sách hoặc hướng dẫn nhận dạng. Quá trình xác định sẽ liên kết mẫu với một tên xuất bản. Khi một mẫu thực vật đã được xác định, tên và thuộc tính của nó được biết đến.
Xếp loại thực vật là việc đặt thực vật được biết đến vào nhóm hoặc thể loại để hiển thị một số mối quan hệ. Phân loại khoa học sau đó tuân theo một hệ thống các quy tắc được tiêu chuẩn hóa các kết quả, và tiếp tục gộp các thể loại đã được xếp vào một hệ thống phân cấp. Ví dụ, họ bao gồm các loài lili được xếp loại như sau:
- Giới/Kingdom: Plantae
- (Ngành)/Division: Magnoliophyta
- Lớp/Class: Liliopsida
- Bộ/Order: Liliales
- Họ/Family: Liliaceae
- Chi/Genus:......
- Loài/Species:......

Sự phân loại thực vật tạo ra một hệ thống được cấu trúc để đặt tên và xếp danh mục cho các loài được phát hiện, và trong trường hợp lý tưởng nó phản ảnh các ý tưởng khoa học về mối quan hệ giữa các loài thực vật.

## Các hệ thống phân loại
- Hệ thống APG
- Hệ thống APG II
- Hệ thống APG III
- Hệ thống Bessey
- Hệ thống Cronquist
- Hệ thống Melchior